# إيمان العبيدي (ممثلة)
إيمان العبيدي (1966 -)، ممثلة كويتية من أصل عراقي.

## عن حياتها
ولدت في بلدها الأصل العراق، ثم إنتقلت مع عائلتها إلى الكويت. شجعتها والدتها على التمثيل، ودرست في  مدرسة الرصافي العراقية في منطقة سلوى في الكويت مع زميلاتها الذي دخلن للمجال التمثيل سعاد سلمان وميعاد عواد وهن أقرب صديقاتها في الوسط.[بحاجة لمصدر] دخلت مجال التمثيل عام 1981 خلال مسلسل دنيا الدنانير بعدها شاركت في مسلسل إمرأة ضد الرجال عام 1983 وكان دورها بسيط انطلاقتها الفعلية في مسلسل الأسوار بنفس العام حيث جسدت دور «ناهد» طفلة أبيها المدللة قدمت بعدها عدة أعمال متنوعة آخرها مسلسل الأطفال الجوهرة والصياد عام 1985.

### حياتها الأسرية
تزوجت من القاضي الكويتي «أحمد العبيدان» في عام 1985، ورزقت منه بولدين نواف وبدر.

### اعتزالها
في عام 1985 بعد زواجها قررت الابتعاد عن التمثيل بشكل نهائي وذلك بدون ضجة إعلامية. كما أشيع خبر مرضها ووفاتها لكن اتضح انها مجرد شائعات.

## أعمالها

### من أعمال التلفزيون
| سنة الإنتاج | اسم المسلسل                | الشخصية |
| ----------- | -------------------------- | ------- |
| 1981        | دنيا الدنانير              |         |
| 1983        | امرأة ضد الرجال            | ليلى    |
| 1983        | علي بابا                   | مرجانة  |
| 1983        | فتى الأحلام                |         |
| 1983        | الأسوار                    | ناهد    |
| 1983        | لحظة وداع - سهرة تلفزيونية |         |
| 1984        | الغرباء                    | ياسمينة |
| 1985        | الجوهرة والصياد            | أم خالد |
| 1985        | الحرمان - سهرة تلفزيونية   | سامية   |

### من أعمال المسرح
| سنة الإنتاج | المسرحية           | نوعها  |
| ----------- | ------------------ | ------ |
| 1984        | عماكور طاح بالتنور | كوميدي |

## روابط خارجية
- إيمان العبيدي على موقع قاعدة بيانات الأفلام العربية